# Semlerova rezidence
Semlerova rezidence je samostatně stojící vila, původně bytový dvojdům, na nároží Klatovské třídy č. p. 721/110 a ulice Hruškova 721/2 na Jižním předměstí v Plzni. Původní stavba z roku 1923 byla počátkem 30. let 20. století adaptována jako rodinná rezidence, na jejíchž interiérových návrzích pracoval architekt a designér Adolf Loos. Od roku 2014 je objekt památkově chráněn. Je uveden v katalogu moderní architektury mezinárodní organizace Iconic Houses, která sdružuje mimořádná díla světových architektů, architektonicky významné domy, domy umělců a ateliéry z 20. století přístupné veřejnosti jako domovní muzea.

## Historie
Dům byl postaven roku 1923 pro Pensijní ústav pro úředníky Akciové společnosti Škoda, dříve Škodovy závody v Plzni. Počátkem 30. let 20. století stavbu zakoupil podnikatel židovského původu Oskar Semler, majitel prosperující továrny na výrobu gramofonových jehel pod značkou SEM ve Vochově u Plzně, aby budovu přetvořil v sídelní vilu. V roce 1933 provedena pro manžele Oskara a Janu Semlerovy adaptace suterénu, přízemí a patra západního křídla domu na jeden byt. Byla zřízena nová garáž s terasou (projekt 1938, stavba 1939). Úpravy byly provedeny roku 1933 dle návrhu arch. Heinricha Kulky, patrně na základě koncepce Adolfa Loose, Kulkova přítele, který část návrhů nemohl pro zhoršení zdravotního stavu a následné úmrtí dokončit. Projekt a stavební práce realizovala plzeňská firma Müller a Kapsa. Návrh úpravy zahrady provedl arch. Karel Hájek.
Na základě událostí okupace Čech, Moravy a Slezska nacistickým Německem a perzekuce židovského obyvatelstva odešla rodina Semlerova do emigrace. Po převzetí moci ve státě komunistickou stranou v Československu v únoru 1948 byla budova zestátněna.
Interiéry bytu Semlerových byly zakonzervovány a slouží jako muzeum dobového bytového designu.

## Architektura stavby
Původně volně stojící bytový dvoupatrový dům je v principu symetricky řešený na půdorysu U. Hlavní vstup je orientovaný ze dvora. V severozápadním rohu zahrady byla v roce 1939 postavena dvougaráž s plochou střechou, sloužící jako terasa, která je přístupná jednoramenným schodištěm z boku stavby. Dvůr má povrch z betonu a před objektem ve dvoře je chodník provedený z kamenné mozaiky. V zahradě jsou vzrostlé stromy. Oplocení je částečně původní – zděné pilířky a dřevěné výplně; směrem do Klatovské třídě novodobě upraveno.